# 张先尘
张先尘（1931年—），男，四川内江人，中国采矿工程专家，曾任中国矿业学院教授、博士生导师。著有《中国采煤学》。